# ديفيد هينتون
ديفيد هينتون (بالإنجليزية: David Hinton)‏ هو مترجم وشاعر أمريكي، ولد في 1950.